# Anneau fémoral
L'anneau fémoral (ou anneau crural) est l'ouverture de l'extrémité abdominale proximale du canal fémoral.

## Description
L'anneau fémoral forme la base du canal fémoral de forme conique.
Il est de forme ovale avec son grand diamètre dirigé transversalement et mesurant environ 1,25 cm. Son ouverture est obturée par le septum fémoral.

## Limites
L'anneau fémoral est délimité par
- en avant, le ligament inguinal,
- en arrière par le ligament pectiné,
- médialement par la base en croissant du ligament lacunaire,
- latéralement par la cloison fibreuse du côté médial de la veine fémorale.

## Remarque terminologique
Dans la littérature française le terme "anneau fémoral" fait souvent référence à l'ensemble de l'ouverture abdominale : la gaine fémorale avec ses trois compartiments. Le terme anneau fémoral est défini dans cet article au sens donné par la nomenclature TA2.